# Johnny Letman
John Bernard „Johnny“ Letman (* 6. September 1917 in McCormick, South Carolina; † 17. Juli 1992 in New York City) war ein US-amerikanischer Jazztrompeter.

## Biografie
Johnny Letman spielte am Beginn seiner Karriere in verschiedenen Bands des Mittleren Westens, wie bei Gerald Valentine, Scatman Crothers und Jimmy Raschelle. Nachdem er Mitte der 30er nach Chicago gezogen war, arbeitete er bei Delbert Bright, Bob Tinsley, Johnny Lang, Nat King Cole (1938), Horace Henderson (1941/42) und Red Saunders (1942). Nach einem Jahr in Detroit spielte er bei Teddy Buckner und John Kirby; 1944 zog er nach New York City. Dort gehörte er den Bands von Phil Moore, Lucky Millinder (1945), Cab Calloway (1947–49), Milt Buckner und Count Basie (1951) an.
In den 1950er und 60er Jahren war Letman vorwiegend als Studiomusiker und in Broadway-Shows tätig. 1960 entstand sein Debütalbum The Many Angles of John Letman auf Bethlehem Records, bei dem Letman mit Dick Wellstood, Kenny Burrell, Peck Morrison und Panama Francis spielte; 1968 folgte noch eine weitere LP für Black & Blue Records im Jahr 1968. Daneben spielte er u. a. mit Joe Thomas, Stuff Smith, Chubby Jackson, Panama Francis, Hal Singer, Sam „The Man“ Taylor, Eddie Condon, Wilbur De Paris und Claude Hopkins; arbeitete aber auch häufiger außerhalb des Musikgeschäfts. 1968 gastierte er mit Milt Buckner und Tiny Grimes in Paris. In den 1970er Jahren spielte er noch mit Lionel Hampton, Cozy Cole und Earl Hines. 1985/86 leitete er die New Orleans Blues Serenaders, mit denen er auch auf eine Europatournee ging.

## Lexikalische Einträge
- Carlo Bohländer, Karl Heinz Holler, Christian Pfarr: Reclams Jazzführer. 5., durchgesehene und ergänzte Auflage. Reclam, Stuttgart 2000, ISBN 3-15-010464-5.
- Ian Carr, Digby Fairweather, Brian Priestley: Rough Guide Jazz. Der ultimative Führer zur Jazzmusik. 1700 Künstler und Bands von den Anfängen bis heute. Metzler, Stuttgart/Weimar 1999, ISBN 3-476-01584-X.